# McIntosh (jabłoń)

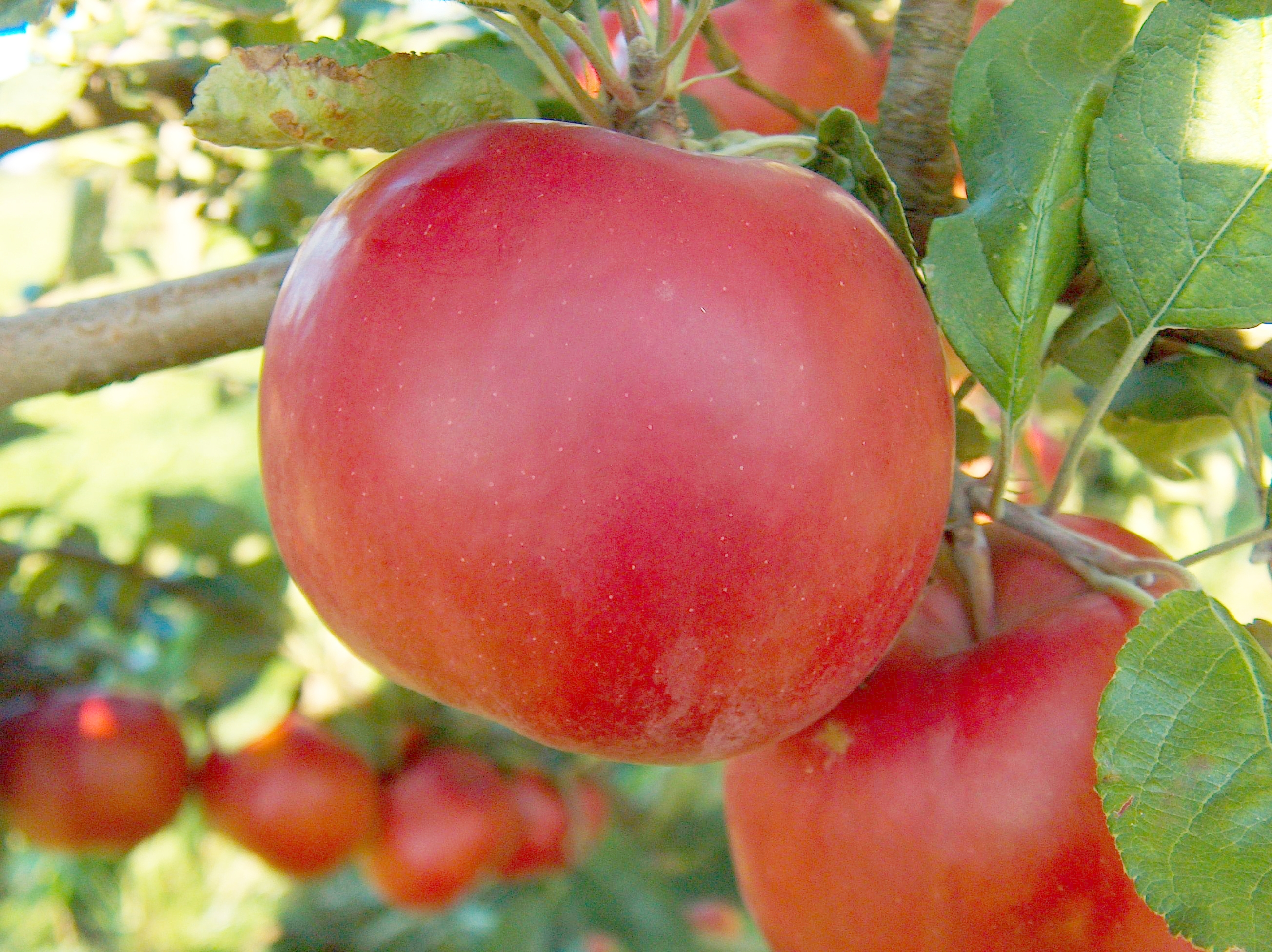
Owoce odmiany McIntosh na drzewie

Jabłoń domowa 'McIntosh' – odmiana uprawna (kultywar) jabłoni domowej (Malus domestica 'McIntosh'), należąca do grupy odmian zimowych. Odmiana została znaleziona w roku 1796 jako siewka odmiany 'Famouse' przez Johna McIntosha w kanadyjskiej prowincji Ontario. Do Polski sprowadzona pod koniec lat 50. XX wieku, kiedyś bardzo popularna, obecnie stosowana tylko w starych sadach. Ze względu na wrażliwość na parcha jabłoni oraz nieprzydatność do transportu została skreślona z polskiej listy odmian zalecanych do uprawy opracowanej przez Centralny Ośrodek Badania Odmian Roślin Uprawnych.

## Morfologia
PokrójDrzewo rośnie średnio silnie, po wejściu w okres owocowania wzrost słabnie bardzo nieznacznie. Korona ma kształt kulisty, lekko spłaszczony, dość luźny, z nielicznymi długimi konarami o wyraźnej skłonności do zwisania na końcach. Owocuje zarówno na długo jak i na krótkopędach. Wymaga cięcia prześwietlającego i odmładzającego.
OwocŚredniej wielkości i o bardzo zmiennym kształcie, co jest bardzo charakterystyczne dla tej odmiany. Najczęściej kształt jest kulisto-wydłużony lub owalny, przeważnie niesymetryczny. Skórka gładka zielonkawożółta pokryta w ponad połowie rozmytym rumieńcem o purpurowym zabarwieniu. Przetchlinki są liczne, lecz bardzo małe, jasnoszare. Kielich zamknięty a zagłębienie kielichowe płytkie i lekko pokarbowane. Duże gniazdo nasienne zawiera liczne nasiona. Miąższ jest biały z zielonkawym odcieniem, bardzo soczysty, delikatny kwaskowaty, aromatyczny i bardzo smaczny. Owoce mają charakterystyczny landrynkowy aromat i posmak. Owoc jest bardzo podatny na uszkodzenia mechaniczne.

## Rozwój
W okres owocowania wchodzi wcześnie, na ogół w 3–4 roku po posadzeniu. Jest odmianą plonującą regularnie i bardzo obficie. Kwitnie średnio wcześnie, w połowie okresu kwitnienia jabłoni, przez co jest dobrym zapylaczem dla wielu odmian. Dobrymi zapylaczami dla McIntosha są: Oliwka Żółta, James Grieve, Wealthy, Paulared, Golden Delicious, Cortland, Melrose, Idared, McIntosh, Spartan.

## Uprawa

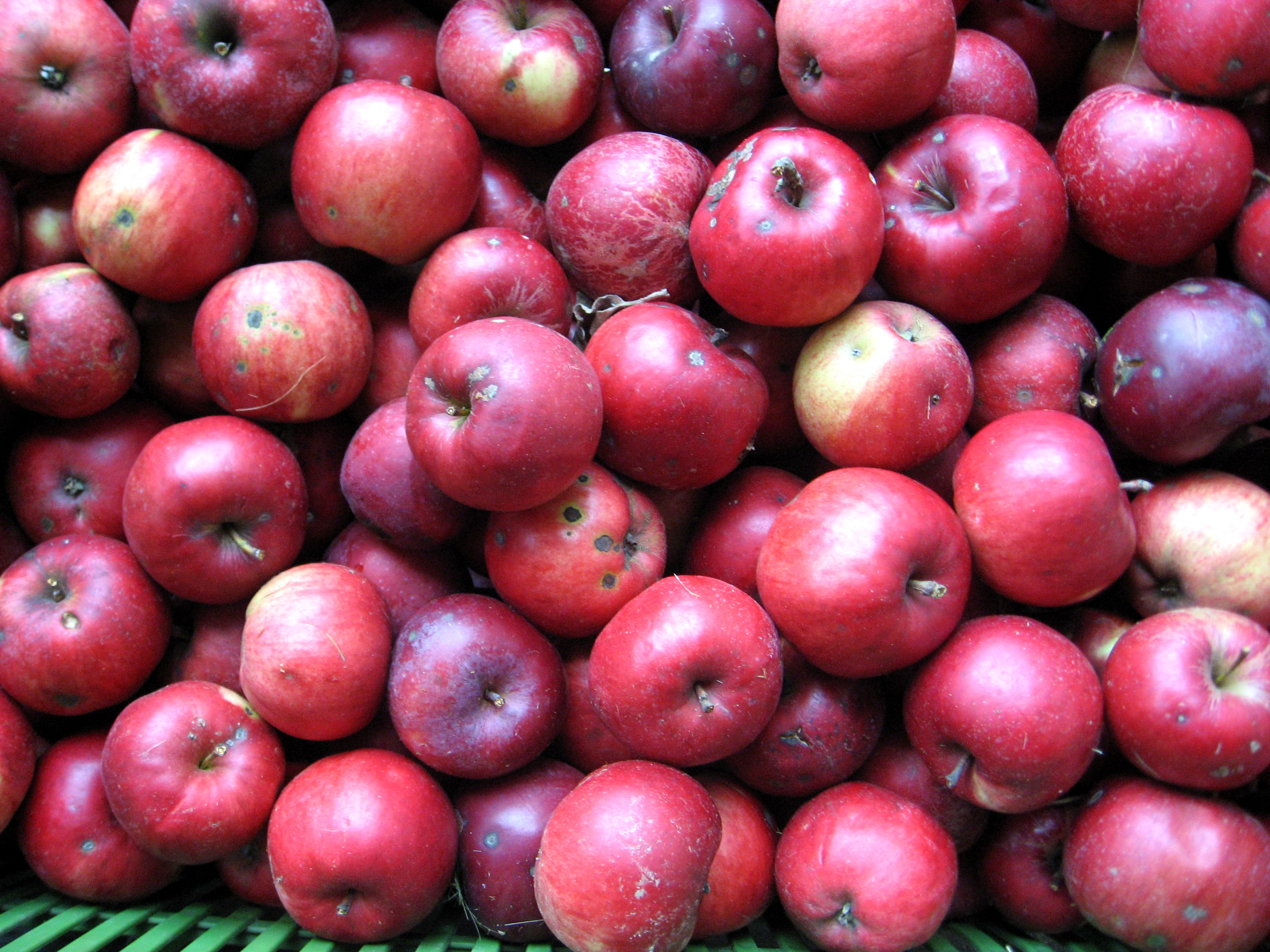
Owoce odmiany McIntosh z objawami parcha jabłoni

PielęgnacjaNajwiększe nakłady pracy przy tej odmianie są ponoszone na ochronę przed chorobami. Owoce ze względu na ich podatność na uszkodzenia mechaniczne należy zbierać i sortować bardzo ostrożnie.
Owocowanie i przechowywanieW warunkach polskich dojrzałość zbiorczą osiąga w II dekadzie września i po kilku dniach wykazują już skłonność do opadania. Z tego względu okres zbioru jest stosunkowo krótki. Dojrzałość konsumpcyjną owoce osiągają na początku listopada. Odmiana ma dosyć dobrą zdolność przechowalniczą, w zwykłej chłodni można ją przechować do połowy lutego, a w chłodni z atmosferą kontrolowaną do końca kwietnia. Owoce ostrożnie zbierane przechowują się lepiej, a owoce zbyt długo przechowywane opanowują choroby fizjologiczne: oparzelinę powierzchniową i zbrązowienie przygniezdne.

## Zdrowotność
McIntosh jest odmianą o bardzo dużej wytrzymałości na mróz oraz o znacznej wytrzymałości na suszę, choć pąki kwiatowe powstające na pędach dwuletnich i starszych są wrażliwe na wiosenne przymrozki. Jest jedną z najbardziej wrażliwych odmian na parcha, a w sprzyjających warunkach także i na mączniaka jabłoni. Młode drzewa są bardzo podatne na zgorzele kory, a stare na leukostomozę i dlatego należy regularnie likwidować źródła infekcji w sadzie poprzez usuwanie porażonych organów drzewa.

## Odmiany pochodne i sporty
Odmiana McIntosh posłużyła do wyhodowania wielu popularnych odmian jabłoni. Są to między innymi:
- 'Lobo' – siewka McIntosha
- 'Cortland' – krzyżówka odmian McIntosh × Ben Davies
- 'Macoun' – krzyżówka odmian McIntosh × Jersey
- 'Spartan' – krzyżówka odmian McIntosh × Yellow Newton
- 'Fantazja' – krzyżówka odmian McIntosh × Linda

Wyselekcjonowano także wiele sportów różniących się od odmiany wyjściowej wybarwieniem, a także charakterem wzrostu, gdyż wiele z nich ma charakter krótkopędowy, czyli bardzo słaby wzrost z równoczesnym tworzeniem dużej ilości krótkopędów. Do najczęściej uprawianych należą:
- McIntosh Red – najstarszy sport, znaleziony w 1811 w Ottawie[1]
- Boller McIntosh – pochodzi z USA i wyróżnia się bardzo intensywnym rumieńcem,
- Cornell McIntosh – otrzymany na uniwersytecie o tym samym imieniu i wyróżniający się większą twardością i żywszym rumieńcem,
- McIntosh Sport A – krótkopędowy charakter wzrostu drzewa i bardziej płaskie owoce,
- McIntosh Sport D – bardzo słaby wzrost i intensywniej wybarwione owoce.

## Obecność w kulturze
Odmiana ta niegdyś była bardzo popularna. Jef Raskin, uznając ją za swoją ulubioną, zaprojektowany przez siebie komputer nazwał Macintosh (zmianę pisowni wymusiła ochrona znaku towarowego firmy McIntosh również produkującej sprzęt elektroniczny).